# Jussi Väisälä
Ne doit pas être confondu avec Vilho Väisälä.
Jussi Ilmari Väisälä (né le 2 mars 1935 à Turku) est un mathématicien finlandais, professeur de mathématiques à l'Université d'Helsinki de 1967 à 1999, professeur émérite depuis.

## Formation
Jussi Väisälä est né à Turku. Son père est le mathématicien Kalle Väisälä. Ses oncles Vilho Väisälä, Yrjö Väisälä  sont des scientifiques. Après son baccalauréat en 1952, Väisälä commence des études de mathématiques à l'Université d'Helsinki. Il obtient une licence en 1956 et une  licence en philosophie et un doctorat en 1959 avec une thèse On Normal Quasiconformal Functions sous la supervision d'Olli Erkki Lehto
et Kaarlo I. Virtanen.

## Parcours académique
Après ses études, Väisälä travaille d'abord comme assistant en mathématiques à Université technologique d'Helsinki de 1959 à 1962. Il travaille ensuite comme chercheur junior de 1963 à 1966  .
Väisälä est professeur auxiliaire de mathématiques à l'université d'Helsinki de 1967 à 1977 puis professeur permanent de 1977 à 1999 . Il est également professeur agrégé de mathématiques à l'Université d'Helsinki en 1961-1967 et de nouveau après son départ à la retraite en 1999-2000.

## Recherche
Les recherches de Väisälä portent sur des questions liées à l'analyse complexe, entre autres les applications quasi conformes. Il a longtemps dirigé l'un des principaux domaines de recherche en mathématiques en Finlande. 
Au cours de sa carrière, Väisälä a publié de nombreux travaux mathématiques. En plus d'articles recherche, il a écrit deux livres de topologie en finnois.
Parmi ses étudiants ayant préparé et soutenu une thèse sous sa direction, il y a notamment Pertti Mattila, Matti Vuorinen et Raimo Näkki.
Väisälä est membre de Académie finlandaise des sciences depuis 1971. Il a le grade militaire de sous-lieutenant. L'Académie finlandaise des sciences décerne annuellement un prix Väisälä en sciences. Ce prix est financé par une fondation créée par Vilho Väisälä, un entrepreneur du même patronyme. Väisälä a été conférencier invité lors du Congrès international des mathématiciens à Helsinki en 1978.

## Ouvrages
- (en) Jussi Väisälä, Lectures on n-Dimensional Quasiconformal Mappings, Berlin/Heidelberg/Paris etc., Springer, coll. « Lecture Notes in Mathematics, 229 », 1971, xiv + 144 (ISBN 3-540-05648-3, zbMATH 0221.30031).
- (fi) Jussi Väisälä, Topologia I, 4e édition révisé, 2007 (ISBN 978-951-745-216-8).
- (fi) Jussi Väisälä, Topologia II, 2e édition révisé, 2007 (ISBN 978-951-745-209-0 et 951-745-209-8).